# 大黄黑粉菌
大黄黑粉菌（学名：Ustilago rhei）是属于黑粉菌目黑粉菌科黑粉菌属的一种真菌，寄生在大黄属植物上。该种分布于中国、哈萨克斯坦。